# سيفينأوكس (دائرة انتخابية في المملكة المتحدة)
سيفينأوكس (بالإنجليزية: Sevenoaks)‏ هي إحدى الدوائر الانتخابية في المملكة المتحدة الممثلة في مجلس العموم في برلمان المملكة المتحدة.
عضو البرلمان الذي يمثلها حالياً هو :Mr Michael Fallon (Con).